# Gerald Moore
|  | Aquest article tracta sobre pianista anglès. Si cerqueu acadèmic anglès, vegeu «Gerald Moore (acadèmic)». |

Gerald Moore (30 de juliol de 1899 – 13 de març de 1987) va ser un pianista anglès, conegut principalment per la seva carrera com a acompanyant de grans músics, com ara: Fischer-Dieskau, Elisabeth Schumann, Hans Hotter, Elisabeth Schwarzkopf, Victoria de los Ángeles i Pau Casals.
Moore va fer diverses conferències als escenaris, a la ràdio i a la televisió sobre diferents temes musicals. També va escriure sobre música, publicant volums de les seves memories com ara el famós llibre Am I too loud? The memoirs of an accompanist i guies pràctiques per a la interpretació dels lieder.

## Vida i carrera

### Primers anys
Moore va néixer a Watford, Hertfordshire, el gran de quatre germans, fills de David Frank Moore i Chestina. Va estudiar a la Watford Grammar School, i va rebre classes de piano amb un professor local. Malgrat la seva musicalitat innata, i l'oïda absoluta que posseïa, es mostrava reticient a estudiar piano: més tard va dir que la seva mare l'havia d'obligar a estudiar piano i que no havia gaudit la música fins als vint anys.
Quan tenia 13 anys la família va emigrar a Toronto, Ontario, Canadà, allà va estudiar amb el pianista Michael Hambourg, antic alumne d'Anton Rubinstein. Moor es va distreure dels estudis musicals a causa d'una forta atracció cap a l'Anglo-Catolicisme; ell va plantejar-se durant un temps d'esdevenir monjo. L'any 1915 el violoncelista Boris Hambourg, va voler a Moore com a acompanyant en la seva gira de catorze concerts a l'oest del Canadà.
Al seu retorn a Toronto, Moore va convertir-se en l'organista de l'església local i més tard va ser el "pianista del cinema", posant-hi acompanyament musical a les pel·lícules mudes. Aquell lloc de treball era ben remunerat, però a Moore no li agradava i descrivia el cinema com un "instrument de tortura". Els seus pares van concloure que Toronto no era un lloc on ell pogués construir la seva carrera de pianista que esperaven. Així doncs, el van enviar de nou a Anglaterra, amb uns parents i va poder continuar els seus estudis amb el fill del pianista Michael Hambourg, anomenat Mark.

### Primers anys com a acompanyant
Mentre estudiava amb Mark Hambourg, Moore va guanyar diners com a acompanyant. El director de la Guildhall School of Music, anomenat Landon Ronald, va escoltar-lo tocar en un recital i li va aconsellar que prosseguís una carrera com a acompanyant.
L'any 1921 Moore va fer la seva primera gravació amb gramòfon, acompanyant el violinista Renée Chemet per His Master's Voice (HMV). Junts van fer moltes més gravacions, però la preferència de Moore era acompanyar cantants, més que no pas instrumentistes. Va gravar freqüentment amb Peter Dawson a principis dels anys vint, i va fer una gira per Gran Bretanya amb ell; va ser Dawson qui va recomanar-lo al tenor John Coates, el qual va conventir-se en una influència important per a la carrera de Moore.
Moore va acompanyar gairebé a tots els cantants i instrumentistes eminents en recitals i va elevar molt l'art d'acompanyar al piano.

### Anys de glòria
Cap a finals de l'any 1930 Moore era tan conegut com a acompanyant que Myra Hess el va convidar a fer una conferència sobre la seva professió en un dels concerts de l'hora de dinar a la National Gallery. El primer llibre de Moore, The Unashamed Accompanists (1943) té el seu origen en aquestes conferències.
Moore va destacar en l'elevació de l'estatus dels acompanyants, partint d'un rol subordinat arribant a la igualtat en la parella artística. Dietrich Fischer-Diskau va escriure a la seva introducció de l'edició germànica de The Unashamed Accompanist, "no hi ha cap pàl·lida ombra al teclat, ell és sempre igual que el seu company". Moore i Victòria dels Àngels també van ser parella artística durant molts anys i Victòria afirmava: "De tots els bons acompanyants amb els quals he treballat, Gerald Moore era el més gran. Era únic. Sempre tenia la imaginació per crear alguna cosa del no-res mentre conservava una total simpatia amb el cantant. Mai no em va deixar -o es va deixar- abatre. […] Si estaves físicament o vocalment baix, ell tenia el poder de fer-te tirar endavant."

### Últims anys
Moore es va retirar dels concerts públics l'any 1967, amb un concert de comiat en el qual va acompanyar a tres dels cantants amb qui va tocar més: Dietrich Fischer-Dieskau, Victòra dels Àngels i Elisabeth Schwarzkopf. Aquest famós concert al London's Royal Festival Hall, a ser gravat per la EMI i reeditat l'any 1987 i conclou amb un arranjament per a piano sol de l'An die Musik de Franz Schubert. Moore va fer la seva última gravació en estudi l'any 1975.
Moore va ser nomenat Comandant de the Order of the British Empire l'any 1954. Va morir a Penn, Buckinghamshire l'any 1987.

## Publicacions
- The Unashamed Accompanist (1943).
- Singer And Accompanist (1953).
- Am I Too Loud?: Memories Of An Accompanist (1962).